# National Health Service
Pour les articles homonymes, voir NHS.
Le National Health Service (NHS) est le système de la santé publique du Royaume-Uni. Cette organisation fournit l'essentiel des soins depuis la médecine générale aux salles d'urgence des hôpitaux, les soins longue durée aux soins dentaires. Il a été fondé en 1948 par le gouvernement travailliste de Clement Attlee et est devenu une partie intégrante de la société et de la culture britannique au point d'être décrite par un ancien ministre de l'économie, Nigel Lawson, comme la « religion nationale ».

## Histoire
Sujet présent dans le champ politique depuis les années 1930, recommandé dans le Rapport Beveridge le projet de service national de la santé est finalement mis en place par le gouvernement travailliste de Clement Attlee en 1948.
Aneurin Bevan, secrétaire d’État à la santé, porte le projet. Il le présente comme devant répondre à trois principes : répondre aux besoins de chacun, être entièrement gratuit et être basé sur les besoins médicaux et non sur la capacité du patient à payer.
Trois ans après sa mise en place, le gouvernement conservateur de Winston Churchill introduit les premiers reste-à-charge.
Le NHS est confronté depuis les années 1980 au désengagement de l’État dans les services publics. Son budget est dès lors insuffisant pour répondre aux besoins de la population. Il subit chaque année ce que les médias britanniques appellent la « crise hivernale », au cours de laquelle les délais de prise en charge aux urgences augmentent significativement. L’espérance de vie des Britanniques stagne depuis 2011 et tend même à régresser pour les franges les plus vulnérables de la population, notamment dans les territoires désindustrialisés du Nord de l’Angleterre. Près de 5 500 patients sont morts en attendant un lit d'hôpital entre 2016 et 2019. Des décès uniquement liés à la durée d'attente et non à l'état des malades. Le système de santé subit plusieurs préjudices, tels que la surpopulation, le manque d'effectifs et de moyens. Ainsi, plus de 17 000 lits ont été supprimés entre 2010 et 2019 en Angleterre alors que le nombre de personnes devant être hospitalisées a augmenté.
Le 5 juillet 2021, pour marquer son 73e anniversaire, la reine Élisabeth II décide de donner la croix de George au NHS pour « le courage et le dévouement » de ses employés, en particulier pendant la pandémie de Covid-19.
Amanda Pritchard devient le 1er août 2021 la première femme à diriger cette institution.

## Structure
Depuis 1999 et la loi de décentralisation, chaque nation du Royaume-Uni est responsable du système public de santé. Le NHS a donc été divisé en quatre organismes indépendants :
- NHS England ;
- NHS Scotland ;
- NHS Wales ;
- Health & Social Care Board of Northern Ireland.

Malgré leur administration et financement distincts, il n'y a aucune discrimination quand un habitant d'une zone du Royaume-Uni a besoin de soins dans une autre zone, même si les patients sont souvent renvoyés dans leur région d'origine quand il est possible de les déplacer. Les conséquences financières et administratives sont traitées par les organisations concernées et aucune participation personnelle du patient n'est nécessaire.
La prise en charge des personnes ne résidant pas au Royaume-Uni est soumise à des dispositions uniformes pour la plupart réalisées par les délégués au ministère britannique de la Santé plutôt que tout service de santé individuel. Les ressortissants étrangers reçoivent toujours des soins gratuits au moment de l'utilisation en cas d'urgence.
Ils bénéficient également des prises en charge gratuites s'ils ont résidé légalement au Royaume-Uni pendant douze mois, ont récemment pris une résidence permanente, demandé l'asile ou autre statut de résident régulier. Les citoyens de l'Espace économique européen, ainsi que ceux des pays avec lesquels le Royaume-Uni dispose d'une base de réciprocité[réf. nécessaire], ont également droit à des soins gratuits à l'aide de la carte européenne d'assurance maladie. Les ressortissants étrangers peuvent être soumis à un entretien afin d'établir leur nationalité et leur statut de résident, qui doit être résolu avant qu'un traitement non urgent ne puisse commencer. Pour les patients qui ne sont pas admissibles à un traitement gratuit, il est demandé de payer à l'avance, ou de signer un engagement écrit.
Le traitement des blessures causées dans un accident de la route a été mis en place depuis les années 1930, mais ces frais n'etaient généralement pas appliqués jusqu'à l'entrée en vigueur du « circulation routière (frais NHS) Act 1999 » qui dirigent les charges aux assureurs des véhicules impliqués. Cela implique nécessairement des patients dans le processus de charge, même s'ils ne sont pas personnellement facturés pour le traitement[réf. nécessaire].

## Budget et financement
Les dépenses de chaque organisme sont décidées par le pouvoir législatif de chaque nation. Le Gouvernement du Royaume-Uni alloue le montant correspondant et chaque NHS gère de façon autonome son budget. En 2012 le budget total de 127 milliards de livres est distribué de la façon suivante :
- NHS England : 108,9 milliards de livres[6]
- NHS Scotland : 9,4 milliards de livres[7]
- NHS Wales : 5,3 milliards de livres[8]
- Health & Social Care Board of Northern Ireland : 3,9 milliards de livres[9]

Le budget du NHS England pour l'année 2020 s'élève à 140 milliards de livres sterling, soit environ 160 milliards d'euros. En comparaison, les prestations pour la branche maladie du régime général de la Sécurité sociale française s'élève à 198 milliards d'euros (chiffre 2018). Le NHS est financé majoritairement par les impôts. En cela, le NHS diffère de la Sécurité sociale française qui est elle principalement financée par des cotisations sociales.

## Controverses et problèmes structuraux
Fortement éprouvé par une décennie de sous-investissements puis par deux ans de pandémie de Covid-19, le NHS connait une crise historique au début des années 2020. Près de 50 000 infirmiers et des milliers de médecins manquent à l’appel. 
Les ambulances sont également trop peu nombreuses pour répondre aux sollicitations, conduisant de plus en plus de patients à attendre l’arrivée des secours pendant des heures après une chute, voire un accident cardiaque. En 2022, il faut attendre en moyenne quarante-huit minutes une ambulance en Angleterre pour répondre à une suspicion de crise cardiaque ou d’accident vasculaire cérébral, alors que l’objectif officiel est de dix-huit minutes. 
Les lits d’hôpitaux, eux aussi en nombre insuffisant, sont saturés.
Ces dysfonctionnements conduisent à une hausse de la surmortalité. Début 2023, le syndicat des urgentistes, déclare que la crise des urgences entraînait « trois cents à cinq cents morts » par semaine (des patients ayant attendu trop longtemps une ambulance ou un soin).
En 2022, un rapport indique que la mort de centaines de nourissons aurait pu être évitée avec une prise en charge adéquate.
Le système de santé public britannique NHS, connaît une hémorragie de médecins.
En 2024, les jeunes médecins lancent une grève inédite de six jours pour obtenir de meilleurs salaires. Les 70 000 junior doctors gagnent environ 32 000 livres sterling (37 000 euros) lors de leur première année d’exercice. Selon le syndicat British Medical Association (BMA), qui compte dans ses rangs 46 000 jeunes médecins, leurs salaires ont baissé de près d’un quart depuis 2008.